# Neobisium vasconicum
Neobisium vasconicum är en spindeldjursart som först beskrevs av Nonidez 1925.  Neobisium vasconicum ingår i släktet Neobisium och familjen helplåtklokrypare.

## Underarter
Arten delas in i följande underarter:
- N. v. cantabricum
- N. v. hypogeum
- N. v. vasconicum